# 牲畜糞肥管理

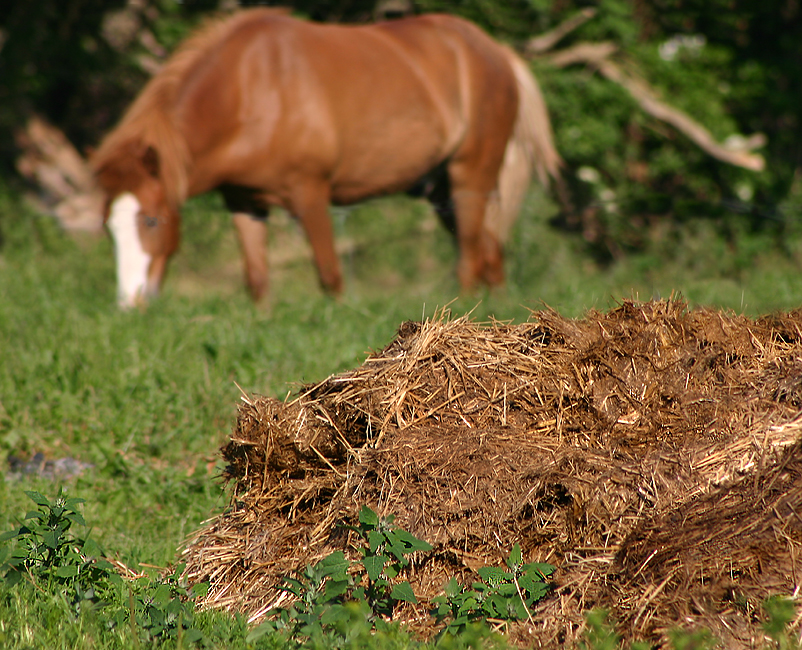
牲畜糞肥通常由糞便和墊草混合而成，如圖中由馬棚清理而來的即為一例。

牲畜糞肥管理（英語：Manure management）指的是以環境可持續的方式收集、儲存、處理和利用牲畜糞便（糞肥）的做法。這種糞肥可儲存在各種設施中。糞肥可用animal manure，或是animal waste來表達，有液體、漿液或固體的形式。將其在田間灑佈，數量達到增加土壤肥力，但又不會造成水污染或是讓養分富集到無法接受的程度。這種管理是養分管理系統中的一環。
糞肥若置於密閉空間，產生的氣體會有讓人窒息而亡的風險。也有讓人溺斃的風險。

## 糞肥管理的相關風險

### 毒性氣體
牲畜糞便會產生多種氣體，包括4種主要毒性氣體：硫化氫、甲烷、氨和二氧化碳。在畜舍，特別是家豬和食用牛的養殖，把糞便留置在高架地板下是很常見的做法。在這類設施中，經常都有前述低濃度的有毒氣體存在。而在攪拌糞肥以均勻化，便於泵出的過程中，通常是有毒氣體濃度最高的時候。此段時間內的濃度較易造成工作者和動物的健康問題。

### 溫室氣體
處理過程中會排放溫室氣體如一氧化二氮，而助長氣候變化。

### 致病物質
牲畜糞便可能含有病原體或導致食物變質的生物，經過如蒼蠅、囓齒動物或其他媒介的攜帶，有導致疾病或危及食品安全的風險。

### 抗生素累積
明尼蘇達大學在2007年從事的一項研究顯示玉米、萵苣和馬鈴薯等食用植物會有抗生素累積的情事，這些作物都是種植在以含有抗生素的牲畜糞肥作為肥料的土地上。

## 硫化氫
硫化氫（H2S）是種天然存在的易燃、無色和有毒性的氣體。硫化氫有其特有的臭雞蛋味，雖然一開始會很刺鼻，但很快就讓嗅覺麻木。通常人們只能聞出低濃度的硫化氫。硫化氫比空氣重，在接近地面處移動，並會在低窪處聚集。硫化氫的常用名稱包括有氫硫酸（與水反應後的產物）、臭氣（stink damp）和陰溝氣（sewer gas）。

### 硫化氫的來源
溫泉、原油和天然氣中有天然硫化氫存在。硫化氫也會在無氧條件下經細菌分解動物和人類排泄物，以及有機材料而產生（厭氧消化）。硫化氫也是硫酸鹽還原菌的常見代謝終產物，這類微生物在沒游離氧的情況下把硫酸鹽和碳氫化合物轉化為二氧化碳和硫化氫。有多種產業會產生硫化氫，包括：天然氣/石油鑽探和精煉、污水處理、焦碳爐、製革廠和造紙廠。硫化氫以雜質形式存在於碳氫化合物中，或是經由硫酸鹽還原菌產生，這些微生物可“吃掉”甲烷或其他碳氫化合物，使用硫酸鹽作為電子受體，類似於有氧代謝（參見呼吸作用）使用氧氣的方式。
其他硫化氫的非工業來源有畜牧場地排放，和牲畜糞肥施用於土地時產生。有項研究發現在深坑儲存系統中攪動或混合豬糞時，豬舍內的硫化氫濃度有超過300百萬分點濃度（ppm）的紀錄。在一項調查牲畜糞肥施用期間，對集合居住區中硫化氫濃度的研究，據報導，硫化氫濃度從未超過美國有毒物質和疾病登記署中規定的急性暴露最大殘留限量（MRL） - 70十億分點濃度（ppb），並且在1分鐘間隔中只有14個讀數是高於中間暴露MRL - 20ppb的紀錄。目前數個美國豬肉生產者協會和贈地大學都強烈建議工作人員在攪動和泵送糞肥期間，豬舍須保持適當的通風，且人員在沒配戴適當的裝備和接受過適當訓練情況下，不要進入糞肥儲存區。

### 影響

#### 急性
硫化氫通常會被人吸入，但長期接觸會刺激皮膚和眼睛，導致疼痛性皮膚炎和眼睛灼痛。急性暴露的症狀包括有噁心、頭痛、平衡感障礙、顫抖、抽搐以及皮膚和眼睛刺激。吸入高濃度硫化氫會失去知覺和死亡，原因是它會導致細胞缺氧。硫化氫的典型氣味閾值為0.01至1.5ppm，當濃度到100至150ppm左右時，會讓嗅覺喪失。在500到700ppm濃度下曝露30到60分鐘內會導致死亡，700到1000ppm的濃度可在幾分鐘內導致死亡，而在1,000到2,000 ppm的濃度下幾乎是瞬間即死亡。 

#### 慢性
長期接觸硫化氫會造成一些慢性健康問題，但其不會在人體內蓄積。據報導，反覆或長期接觸會導致低血壓、頭痛、食慾不振、慢性咳嗽、眼膜發炎、體重減輕和共濟失調。

### 有關曝露的規定
美國職業安全和健康管理局(OSHA) 和美國國家職業安全衛生研究所(NIOSH) 針對硫化氫設定有職場建議曝露限值 (recommended exposure limits ，REL NIOSH) 和允許曝露限值 (permissible exposure limits，PEL OSHA)。NIOSH對10分鐘最大暴露的建議限值為10ppm，OSHA對一般產業（如農業、建築業等）的建議曝露限值為20ppm，規定有強制執性效力。NIOSH還列出100ppm為立即危及生命和健康的水平（immediately dangerous to life and health，IDLH） ，經曝露後，人的逃生能力會受干擾。

## 外部連結
- Animal Manure Management on http://eXtension.org （页面存档备份，存于）
- Animal Manure Management on http://eXtension.org （页面存档备份，存于）
- Animal Manure Nutrient Management on http://eXtension.org